# La Tribuna (edificio)
La Tribuna es un edificio del siglo XVIII localizado en Benalmádena, un municipio de la Costa del Sol, España.
El edificio se encuentra entre la Plaza de España y la Avenida de Andalucía de la localidad de Arroyo de la Miel (uno de los núcleos urbanos que forman el municipio de Benalmádena, en la provincia de Málaga).

## Historia
El edificio de la Tribuna es uno de los restos que aún se conservan en el municipio del que fue un complejo papelero creado por el genovés Félix Solesio en 1784 sobre un cortijo comprado a Baltasar de Zurita. El destino del papel era la elaboración de naipes en la Real Fábrica de Naipes de Macharaviaya. Una industria encomendada a este italiano personalmente por el ministro de Indias, Bernardo de Gálvez, con la intención de mejorar la situación económica de su pueblo natal, Macharaviaya. 
El papel con el que se confeccionaban estos naipes se obtenía en Arroyo de la Miel, emplazamiento elegido por Félix Solesio por la existencia de batanes o molinos para la fabricación del papel. Una vez terminados los naipes tras su paso por Macharaviaya, estos era almacenados en un edificio de la Calle Granada de Málaga para su exportación a América.

## Características

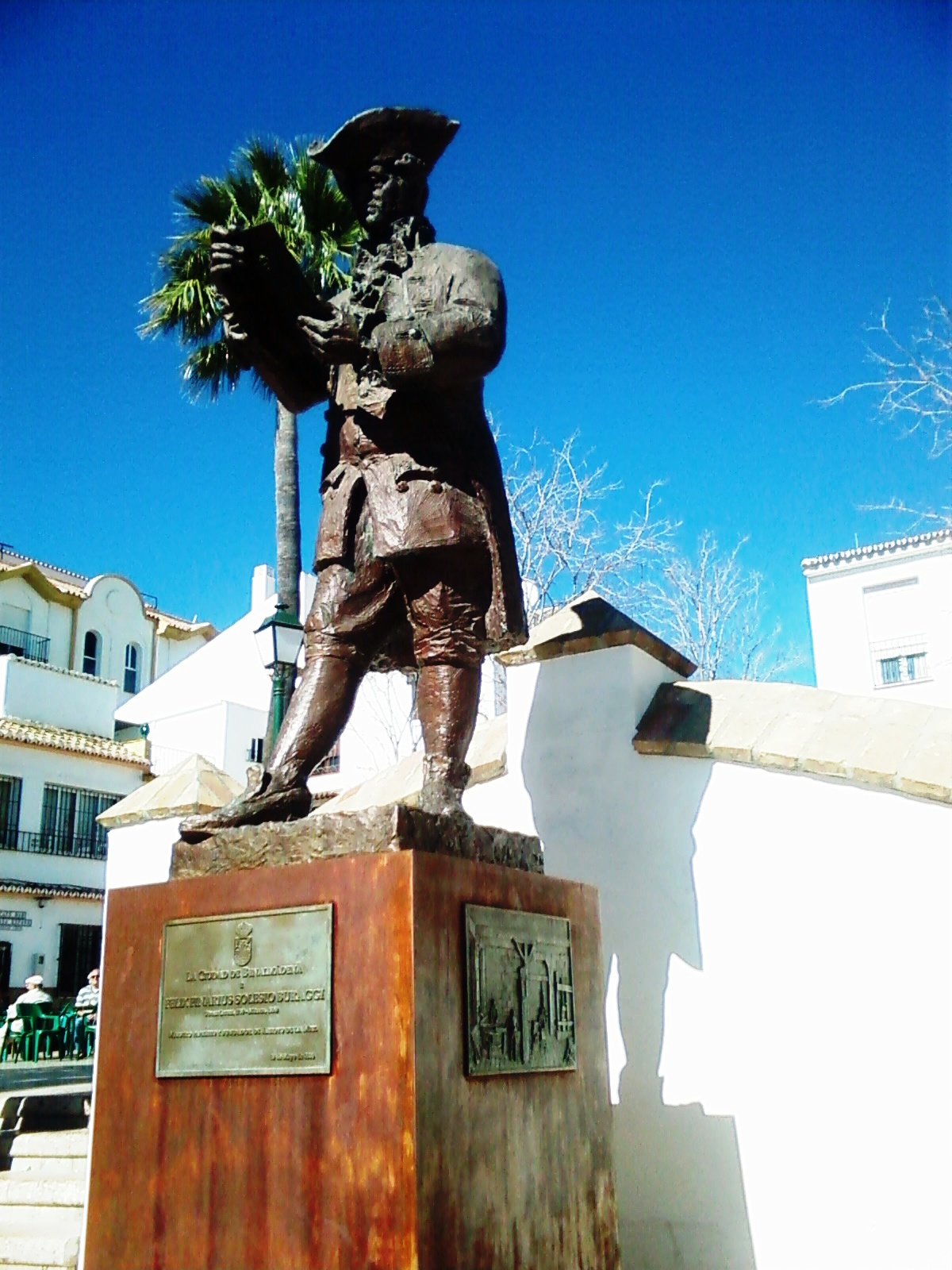
Monumento a Félix Solesio, fundador de Arroyo de la Miel, junto a La Tribuna.

El edificio de La Tribuna tiene dos plantas y 60 metros cuadrados, de un estilo arquitectónico más propio del norte de España que del Mediterráneo. Fue restaurado por el Ayuntamiento de Benalmádena en 2007 para recuperar la historia de Arroyo de la Miel y darle un uso museístico.
El entorno del edificio de La Tribuna está siendo reformado para convertirlo en plaza ajardinada.

## Otros restos de la industria de los naipes
El edificio formaba parte del complejo construido por Félix Solesio para albergar las viviendas de los trabajadores. La existencia de una tribuna en la finca de Félix Solesio le da nombre a este edificio. Además del edificio de La Tribuna, en Arroyo de la Miel quedan otros restos de esta época, como el Arco de San Carlos, el acueducto de la Calle Ciudad de Melilla, el edificio de La Fabriquilla donde aún se conserva un molino y una escultura de Félix Solesio inaugurada con motivo del hermanamiento entre las ciudades de Benalmádena y Finale Ligure (Italia). En Macharaviya fue derruido el edificio de la Real Fábrica de Naipes mientras que en Málaga aún se conserva el inmueble construido por Solesio para el almacenamiento de la mercancía, conocido como Palacio del Marqués de la Sonora, cercano a la Plaza de la Merced y que actualmente está siendo reformado.